# Uphuser Kirche

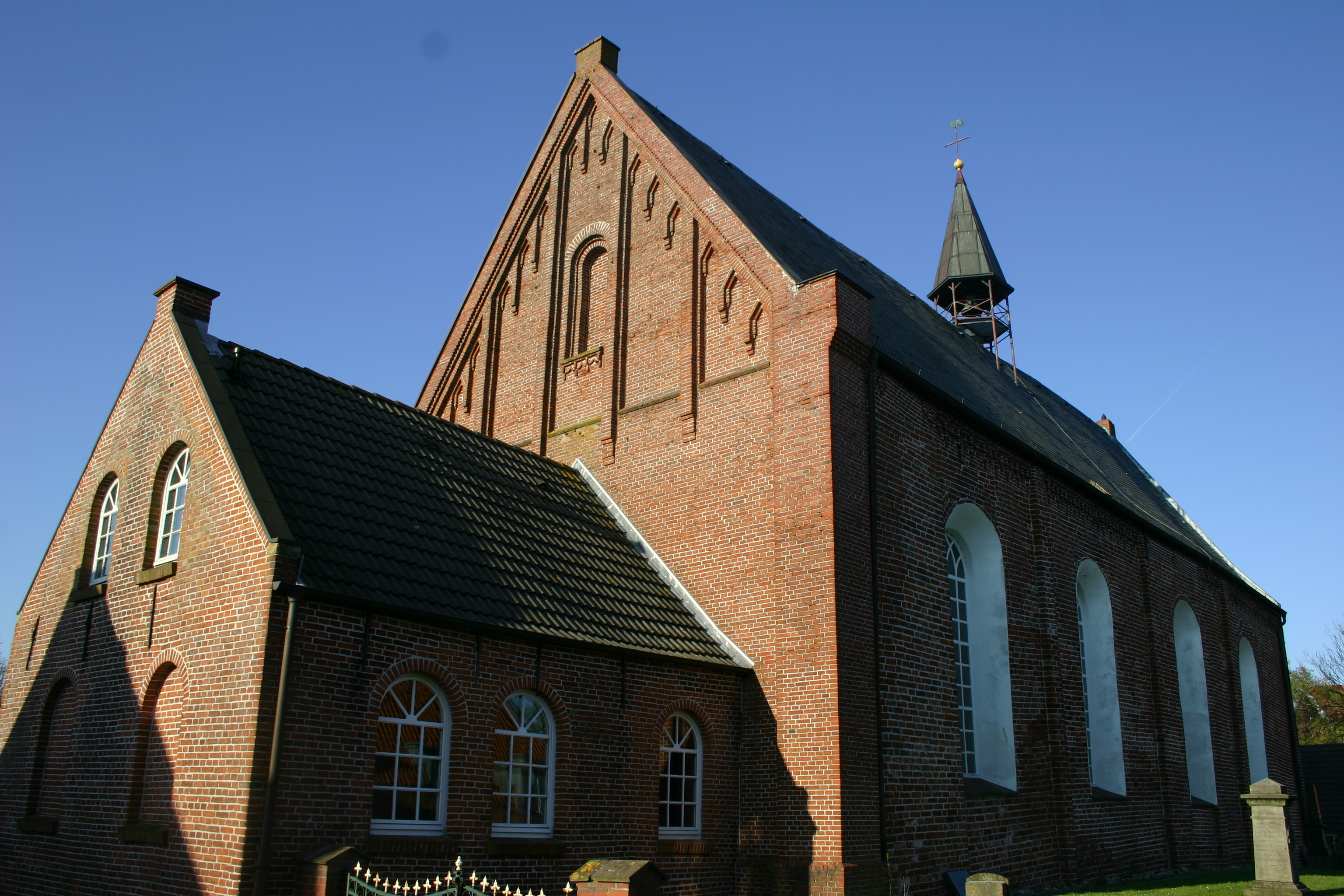
Uphuser Kirche

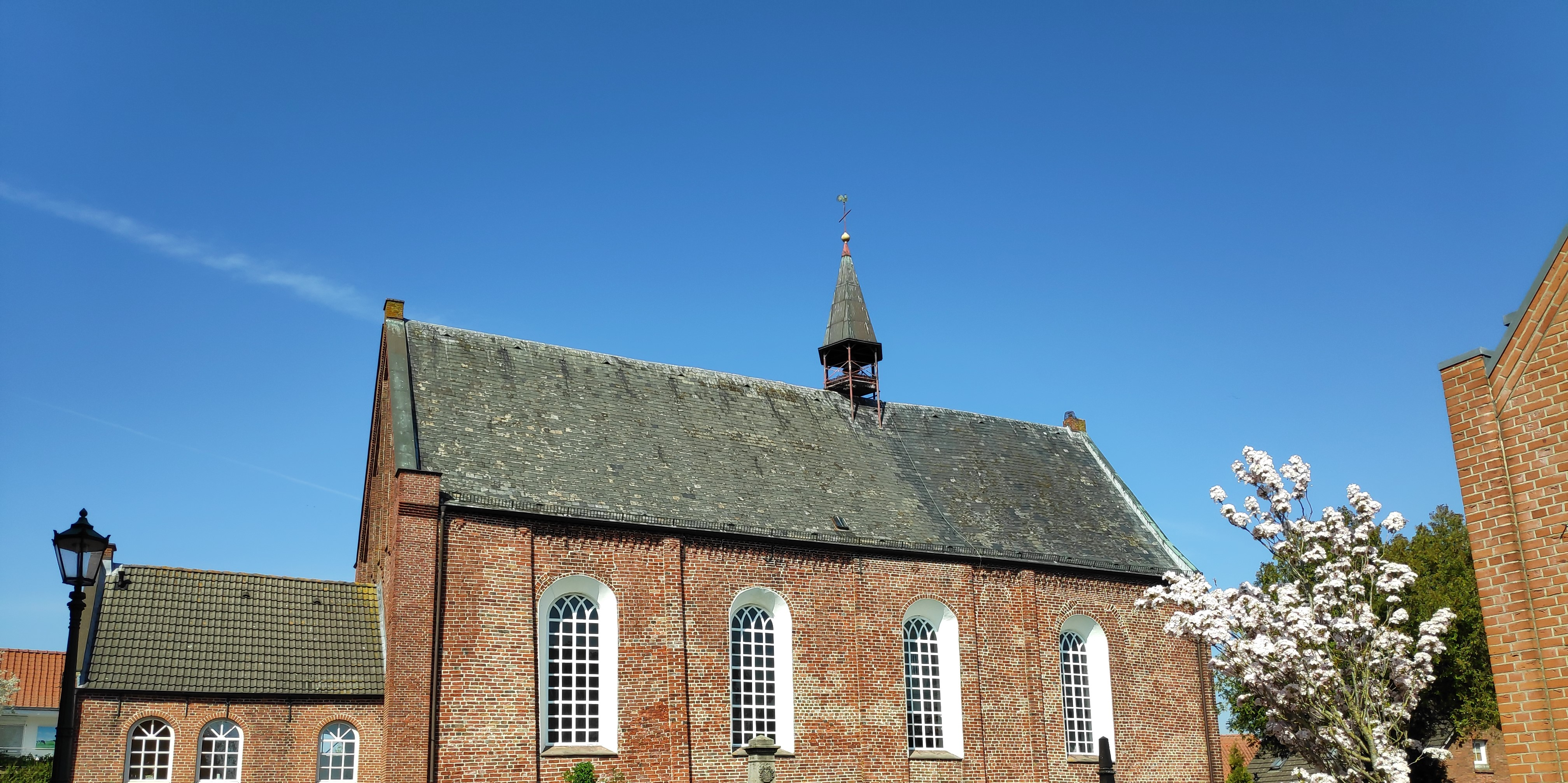
Südseite der Kirche

Die evangelisch-reformierte Uphuser Kirche in der ostfriesischen Stadt Emden wurde 1440 als Nachfolgebau eines Gotteshauses aus der 2. Hälfte des 13. Jahrhunderts errichtet.

## Geschichte
Die Dorfwarft von Uphusen ist im Laufe der Zeit aus drei Einzelwarften zusammengewachsen. Der älteste Teil wurde vor dem 9./10. Jahrhundert aufgeschüttet. Die Kirchwarft wurde im 13. Jahrhundert angefügt. Anschließend begann hier der Bau der ersten Kirche, die um 1440 durch eine neue ersetzt wurde. Häuptling Wiard von Uphusen soll den Neubau veranlasst haben.
Ab 1520 begann die Reformation in Ostfriesland und wenige Jahre später hielt sie auch in Uphusen Einzug. Seit 1593 ist die Gemeinde ununterbrochen reformiert. Durch das ostfriesische Sonderrecht waren die lutherischen Christen Teil der reformierten Gemeinde mit allen Rechten und Pflichten.
Das frühbarocke Sandsteinportal an der Nordwand wurde in der Mitte des 17. Jahrhunderts an das Gebäude angefügt und die Westmauer im Jahre 1884 neu aufgeführt.
Im Jahre 1970 wurden die lutherischen Christen aus der Gemeinde ausgegliedert und sind seither Teil der Martin-Luther-Gemeinde in Emden. Die reformierte Gemeinde Uphusen hat gegenwärtig etwa 470 Mitglieder.

## Baubeschreibung
Der abseits stehende Glockenturm mit Parallelmauerwerk stammt aus der Erbauungszeit der ersten Kirche.
Die Kirche hat eine Länge von 29,21 Metern und eine Breite von 11,68 Metern. Ihre Backsteinmauern sind 1,17 Meter dick. Ihre Längswände sind durch Lisenen gegliedert und besitzen hoch sitzende, spitzbögige Fenster. Der Ostgiebel zeigt eine ansteigende Gruppe von drei Fenstern, darüber Blendbögen und an der Giebelspitze schlanke Bögen. Der Chor ist nach oben mit einer flachen Holzbogendecke und das Schiff mit einem Tonnengewölbe abgeschlossen. Beide Räume sind durch eine Holzwand getrennt.

## Ausstattung
Der aus vorreformatorischer Zeit stammende Taufstein wurde, wie so viele Taufen in Ostfriesland, im 13. Jahrhundert aus Bentheimer Sandstein geschaffen. Vier steinerne Löwen tragen die Cuppa, die von Rankenfriesen umgeben ist. Im Chorraum der Kirche befinden sich mehrere Grabplatten des 16. bis 18. Jahrhunderts. Ebenfalls im Chor hängen zwei kunstvoll geschnitzte Wappen der Familie Wiards von Uphusen. Im Fußboden soll deren Grabstein liegen.

## Orgel
Im Jahr 1531 erhielt die Kirche eine spätgotische Orgel, die von „Magister Johannes Emedensis“ (Meister Johannes aus Emden) gebaut wurde. Die Flügeltüren sind erhalten und hängen heute in der Johannes a Lasco Bibliothek. Sie zeigen auf der rechten Innenseite König Saul auf dem Pferd, David mit dem abgeschlagenen Kopf Goliats und acht berittene Ritter. Auf der linken Seite kommen aus Jerusalem musizierende Frauen den Siegern entgegen (1 Sam 18,6–7 ). Die vier geschwungenen Trompeten können als Jahreszahl 1531 gedeutet werden, während die Ritter nach einer Vermutung von Harald Vogel acht ostfriesische Häuptlinge darstellen.
Die heutige Orgel wurde in den Jahren von 1825 bis 1831 von Wilhelm Caspar Joseph Höffgen aus Emden errichtet. Sie ist in einer schlichten Emporenbrüstung vor dem Chorraum eingebaut. Der kräftige, überhöhte Mittelturm und die beiden kleineren Seitentürme sind auf verzierten Konsolkörben aufgestellt. Die polygonalen Türme selbst sind mit drei Figuren versehen, die Kronos sowie zwei Engel zeigen. Zwischen den Türmen vermitteln zweigeschossige Flachfelder. Ausladendes durchbrochenes Rankenwerk mit Blüten bilden die seitlichen Blindflügel, das mit den feinen Schleierbrettern korrespondiert. Das Instrument ist in vornehmer weiß-grauer Fassung gehalten. Die seitenspielige Brüstungsorgel verfügt über 14 Register und ist fast vollständig original erhalten. Lediglich die im Ersten Weltkrieg abgelieferten Prospektpfeifen wurden 1926 durch Zinkpfeifen von Max Maucher ersetzt. Die Orgelbaumeister Bartelt Immer führte 1996 eine Restaurierung durch und rekonstruierte die verlorenen Pfeifen; 2021 folgte eine Nachrestaurierung des Instruments. Die Zerlegung der Mixtur in Einzelregister (Quint 1 1⁄2′ + Ocktav 1′ + Tertian 1′ = Mixtur III) ist ein charakteristisches Kennzeichen der Orgel. Zudem haben alle Metallpfeifen Bärte und niedrige Aufschnitte, was bei dem relativ niedrigem Winddruck von 62 mmWS eine milde Ansprache bewirkt. Höffgen hat offensichtlich einen besonderen Klang erschaffen wollen und erweist sich bei seiner ersten Orgel, die er mit 58 Jahren vollendete, als ein für seine Zeit sehr moderner und innovativer  Orgelbauer. Die Disposition lautet wie folgt:
| I Manual C–f3  |     |
| Bordun         | 16′ |
| Praestant      | 8′  |
| Gedakt         | 8′  |
| Flöt trav      | 8′  |
| Viola da Gamba | 8′  |
| Ocktav         | 4′  |
| Flöt           | 4′  |

| (Fortsetzung) |               |
| Quint         | 3′            |
| Ocktav        | 2′            |
| Tertian       | 2′ (= 1 3⁄5′) |
| Quint         | 1 ⁄2′         |
| Ocktav        | 1′            |
| Tertian       | 1′ (= 2⁄3′)   |
| Trompet       | 8′            |

| Pedal C–d1 |
| angehängt  |